# Kalju Lepik
Kalju Lepik (né le 7 octobre 1920 à Koeru et mort le 30 mai 1999 à Tallinn) est un poète estonien qui vécut en exil pendant la majeure partie de sa vie. 

## Œuvres (sélection)
- Nägu koduaknas (Stockholm 1946)
- Mängumees (Stockholm 1948)
- Kerjused treppidel (Vadstena 1949)
- Merepõhi (Stockholm 1951)
- Muinasjutt Tiigrimaast (Lund 1955)
- Kivimurd (Lund 1958)
- Kollased nõmmed (Lund 1965)
- Marmorpagulane (Lund 1968)
- Verepõld (Lund 1973)
- Klaasist mehed (Lund 1978)
- Kadunud külad (Lund 1985)
- Öötüdruk (Tallinn 1992)
- Pihlakamarja rist (Tartu 1997)

## Prix et récompenses
- Prix de poésie Juhan Liiv, 1990, 1998
- Prix A. H. Tammsaare, 1991
- Ordre du Blason national de première classe, 1996